# Peter Charles
Peter Charles (Bootle, 18 de enero de 1960) es un deportista británico que compitió en hípica para Irlanda, en la modalidad de salto ecuestre. Es padre del jinete Harry Charles.
Participó en tres Juegos Olímpicos de Verano, entre los años 1992 y 2012, obteniendo una medalla de oro en Londres 2012, en la prueba por equipos (junto con Nick Skelton, Benjamin Maher y Scott Brash). Ganó dos medallas de oro en el Campeonato Europeo de Saltos Ecuestres, en los años 1995 y 2001.

## Palmarés internacional
| Representando a Irlanda      |                       |                |             |
| Campeonato Europeo           |                       |                |             |
| Año                          | Lugar                 | Medalla        | Categoría   |
| 1995                         | San Galo (Suiza)      | Medalla de oro | Individual  |
| 2001                         | Arnhem (Países Bajos) | Medalla de oro | Por equipos |
| Representando al Reino Unido |                       |                |             |
| Juegos Olímpicos             |                       |                |             |
| Año                          | Lugar                 | Medalla        | Categoría   |
| 2012                         | Londres (Reino Unido) | Medalla de oro | Por equipos |